# Индустрия аниме
Анимация возникла в начале XX века как кустарное производство, пока не начала использоваться как часть военной пропаганды, что привело к появлению первых полнометражных анимационных фильмов, как Momotarou: Umi no Shinpei в 1945 году. Телевидение расширило аудиторию в 1960-х годах. Появление устройств для просмотра видео в домашних условиях в 1970-х и 1980-х годах, в особенности, видеомагнитофонов, позволило снимать нишевые аниме, предназначенные для более узкой аудитории, и в конечном итоге студии начали держаться за свою аудиторию и подстраиваться под неё по мере взросления. А до популяризации кассетных видеомагнитофонов в 1980-х зрители смотрели в кинотеатрах анимационные телесериалы, кабельное телевидение в 1990-х позволило студиям удешевить производство в несколько раз — от них требовалось выпустить лишь одну кассету.
Выпускаемое аниме делится на три категории: предназначенное для трансляции по телевидению, для показа в кинотеатрах и продажи DVD.
В 2005 году, суммарный товарооборот индустрии аниме в Японии приблизился в 2 млрд долл. — сильно возрос по сравнению с предыдущими годами. На это повлияли два фактора. Один из них — кассовый успех таких фильмов, как «Унесённые призраками» и «Ходячий замок» Хаяо Миядзаки, а также «Стимбой» Кацухиро Отомо и «Призрак в доспехах: Невинность» Мамору Осии. Другой — переход от видеокассет на формат DVD.
Из 642 фильмов, показанных в японских кинотеатрах в 2003 году, 133 были анимационными фильмами. Если прибавить доход от продаж фигурок и других сопутствующих товаров, то общий объём рынка превысит 18 млрд долл. По данным на 2005 год, кассовые сборы аниме и доход от продаж DVD в мире составили 2 млрд долл. А если прибавить видеоигры, игрушки и другие товары, то только в одной Японии продажи превысят 18 млрд долл. В 2003 году только в одних США таких товаров было продано на 4,35 млрд долл.
| Компания         | 1997   | 1998   | 1999  | 2000  | 2001   | 2002   | 2003   |
| ---------------- | ------ | ------ | ----- | ----- | ------ | ------ | ------ |
| Toei Animation   | 12,350 | 10,825 | 9,269 | 9,794 | 14,845 | 16,031 | 17,695 |
| Sunrise          | 5,834  | 5,000  | 7,131 | 6,920 | 7,038  | 8,877  | 8,419  |
| Nippon Animation | 2,507  | 2,360  | 2,914 | 2,888 | 2,276  | 1,916  |        |